# Els Bridgerton
Els Bridgerton és una sèrie original de Netflix, basada en la saga de llibres de Julia Quinn. Està composta per vuit novel·les romàntiques, escrites entre el 2000 i el 2006, ambientades en l'alta societat de Londres del segle xix, entre els anys 1813 i 1825. La seva autora, la nord-americana Julie Cutler, utilitza el pseudònim de Julia Quinn, i és graduada en Història de l'Art per Harvard. Tots els llibres de la saga dels Bridgerton han estat obres 'supervendes', traduïts a 25 idiomes i premiats en diverses ocasions.
La primera temporada de Els Bridgerton es va estrenar a Netflix el 25 de desembre del 2020 amb crítiques positives, amb una audiència de 82 milions de llars, es va convertir en la sèrie més vista de Netflix en el moment de la seva estrena, i continua sent la segona sèrie més vista per temps total de visionat a la plataforma. La segona temporada es va estrenar el 25 de març de 2022 i va aconseguir el número u a 92 països acumulant 193 milions d'hores de visionat en el seu cap de setmana d'estrena, el més alt per a qualsevol sèrie de Netflix en anglès en els seus tres primers dies.

## Sinopsi
Fins ara, només s'ha estrenat la primera temporada dels Bridgerton, basada en el primer llibre de la saga, la qual consta de vuit episodis. La primera temporada és protagonitzada per Daphne Bridgerton, la quarta filla de vuit germans orfes de pare (quatre nois i quatre noies) d'una poderosa família de l'alta societat a l'Anglaterra de principis del segle xix. Les expectatives de la jove Daphne en l'amor són molt altes, aspira a casar-se per amor i crear una gran família. La situació es comença a desestabilitzar quan, sota el pseudònim de Lady Whistledown, una autora misteriosa escriu calúmnies sobre la jove. Per posar fi a l'assumpte, Daphne s'ha d'aliar amb el Duc de Hastings, el solter més cobejat del moment, i així aconseguir superar les expectatives de la societat.

## Elenc
- Julie Andrews com la veu de Lady Whistledown (narradora)
- Phoebe Dynevor com Daphne Bridgerton
- Regé-Jean Page com Simon Basset
- Jonathan Bailey com Anthony Bridgerton
- Nicola Coughlan com Penelope Featherington
- Claudia Jessie com Eloise Bridgerton
- Adjoa Andoh com Lady Danbury
- Lorraine Ashbourne com la Sra. Varley
- Harriet Cains com Philippa Featherington
- Bessie Carter com Prudence Featherington
- Ruth Gemmell com Lady Violet Bridgerton
- Florence Hunt com Hyacinth Bridgerton
- Ben Miller com Baron Featherington
- Martins Imhangbe com Will Mondrich
- Luke Newton com Colin Bridgerton
- Golda Rosheuvel com la reina Carlota de Mecklemburg-Strelitz
- Ruby Stokes com Francesca Bridgerton
- Luke Thompson com Benedict Bridgerton
- Will Tilston com Gregory Bridgerton
- Freddie Stroma com a príncep de Prusia
- Ruby Barker com Marina Thompson

- Polly Walker com Portia, Baronessa Featherington, la matriarca de la família Featherington

- Dama Julie Andrews com la veu de Lady Whistledown, l'autora d'un butlletí de societat escandalós
- Simone Ashley com Kathani "Kate" Sharma (temporada 2)
- Charithra Chandran com a Edwina Sharma (temporada 2)
- Shelley Conn com a Lady Mary Sheffield Sharma (temporada 2)
- Rupert Young com Lord Jack Featherington (temporada 2)
- Martins Imhangbe com Will Mondrich (temporada 2; recurrent a la temporada 1), boxejador i confident del Duc de Hastings, basat en el veritable Bill Richmond.
- Calam Lynch com Theo Sharpe (temporada 2)

## Episodis
| Temporada | Temporada | Episodis | Estrena                |
| --------- | --------- | -------- | ---------------------- |
|           | 1         | 8        | 25 de desembre de 2020 |
|           | 2         | 8        | 25 de març de 2022     |

### Temporada 1 (2020)
| Núm. total | Núm. de la temporada | Títol                        | Direcció            | Teleplay by              | Data d'estrena original |
| ---------- | -------------------- | ---------------------------- | ------------------- | ------------------------ | ----------------------- |
| 1          | 1                    | «Diamond of the First Water» | Julie Anne Robinson | Chris Van Dusen          | 25 de desembre de 2020  |
| 2          | 2                    | «Shock and Delight»          | Tom Verica          | Janet Lin                | 25 de desembre de 2020  |
| 3          | 3                    | «Art of the Swoon»           | Tom Verica          | Leila Cohan-Miccio       | 25 de desembre de 2020  |
| 4          | 4                    | «An Affair of Honor»         | Sheree Folkson      | Abby McDonald            | 25 de desembre de 2020  |
| 5          | 5                    | «The Duke and I»             | Sheree Folkson      | Joy C Mitchell           | 25 de desembre de 2020  |
| 6          | 6                    | «Swish»                      | Julie Anne Robinson | Sarah Dollard            | 25 de desembre de 2020  |
| 7          | 7                    | «Oceans Apart»               | Alrick Riley        | Jay Ross & Abby McDonald | 25 de desembre de 2020  |
| 8          | 8                    | «After the Rain»             | Alrick Riley        | Chris Van Dusen          | 25 de desembre de 2020  |

### Temporada 2 (2022)
| Núm. total | Núm. de la temporada | Títol                       | Direcció     | Guió                            | Data d'estrena original |
| ---------- | -------------------- | --------------------------- | ------------ | ------------------------------- | ----------------------- |
| 9          | 1                    | «Capital R Rake»            | Tricia Brock | Chris Van Dusen                 | 25 de març de 2022      |
| 10         | 2                    | «Off to the Races»          | Tricia Brock | Daniel Robinson                 | 25 de març de 2022      |
| 11         | 3                    | «A Bee in Your Bonnet»      | Alex Pillai  | Sarah L. Thompson               | 25 de març de 2022      |
| 12         | 4                    | «Victory»                   | Alex Pillai  | Chris Van Dusen & Jess Brownell | 25 de març de 2022      |
| 13         | 5                    | «An Unthinkable Fate»       | Tom Verica   | Abby McDonald                   | 25 de març de 2022      |
| 14         | 6                    | «The Choice»                | Tom Verica   | Lou-Lou Igbokwe                 | 25 de març de 2022      |
| 15         | 7                    | «Harmony»                   | Cheryl Dunye | Oliver Goldstick                | 25 de març de 2022      |
| 16         | 8                    | «The Viscount Who Loved Me» | Cheryl Dunye | Jess Brownell                   | 25 de març de 2022      |

## Localització

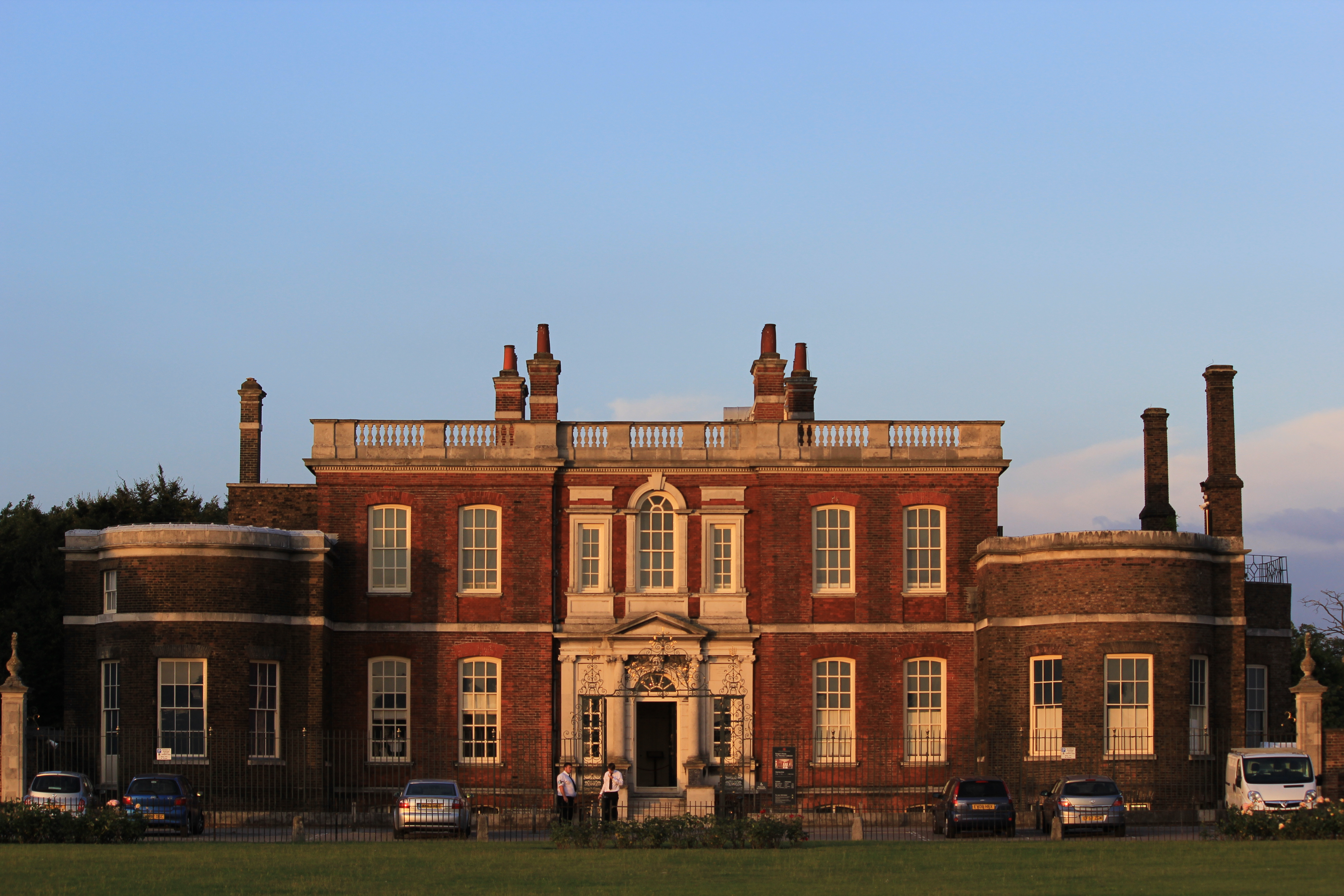
Ranger's House es fa servir a l'exterior del Bridgerton House.

La primera temporada es va estrenar a Netflix el 25 de desembre del 2020. El rodatge de la sèrie es va dur a terme en diferents finques i palaus de Bath i Somerset, tot i que la gran majoria d'escenes van ser filmades a Londres o York. Els terrenys de Wilton House es van utilitzar per Hyde Park i els terrenys de Somerley es van utilitzar per Hampstead Heath.
Ranger's House a Greenwich, situat al sud de Londres, va servir com a escenari exterior de Bridgerton House i RAF Halton House en Buckinghamshire va ser utilitzat per a l'interior. El rodatge de la segona temporada ja està programat per iniciar-se la primavera del 2021.

## Impacte cultural
La popularitat de la sèrie en la societat actual ha portat a un augment de tendències de moda i decoració relacionades amb la moda del Renaixement, donant nom a "l'efecte Bridgerton" o "Regencycore". D'aquesta manera, Lyst ha explicat en un dels seus articles el gran increment de la cerca d'elements com corsets o guants fins als colzes des de l'estrena de la sèrie. A més, després de la publicació de la segona temporada a Netflix també van augmentar de manera considerable les vendes de material per jugar a Croquet, esport que es considera predecessor del "pall-mall" que juguen els personatges en diversos moments de la sèrie.
Cal també destacar la influència que la sèrie ha tingut en la joventut i l'impacte en les noves plataformes de xarxes socials. Un exemple d'aquest fet és la creació en el 2021 per part d'Abigail Barlow i Emily Bear d'un àlbum musical basat en els personatges i la història de la sèrie en la seva primera temporada. Les creadores de contingut publicaren inicialment fragments de les seves cançons en la plataforma TikTok, guanyant popularitat de manera progressiva i acabant viralitzant les seves creacions en la plataforma. Tanta popularitat han assolit les seves cançons que, The Unofficial Bridgerton Musical va guanyar el Grammy a "Millor Àlbum de Teatre Musical" en el 2022. Després de presentar el seu àlbum en directe en un concert al Kennedy Center el juliol de 2022, Netflix va demandar a les creadores per copyright.
Després de la publicació de la segona temporada, es va dur a terme en diferents ciutats dels Estats Units el "Ball de la Reina", una experiència immersiva on els presents gaudien d'un ball i sopar semblant als quals es mostren a la sèrie. D'aquesta manera, a altres ciutats europees es dugueren també a terme diferents experiències del mateix estil relacionades amb l'univers dels Bridgerton.
Un altre fet a destacar és la creació de noves rutes turístiques basades en les localitzacions de gravació i inspiració de la sèrie, entre els quals s'inclou el tour i exhibició oficial creat per Netflix anomenat "Castle Howard on Screen: From Brideshead to Bridgerton" el maig de 2022.